# Ariodante Fabretti
Pour les articles homonymes, voir Fabretti.
Ariodante Fabretti (né le 1er octobre 1816 à Pérouse, en Ombrie - mort le 15 septembre 1894 à Turin) est un archéologue et homme politique italien du XIXe siècle.

## Biographie
Né le 1er octobre 1816  en Ombrie, Ariodante Fabretti  suit des études classiques, l'histoire locale, l'archéologie, matières qui marqueront sa destinée, sympathise avec l'archéologue Giovanni Battista Vermiglioli et le spécialiste en langue grecque Antonio Mezzanotte, et en 1839 s'inscrit à la faculté de médecine de l'université de Bologne où il obtient un baccalauréat en 1840 et une licence de médecine vétérinaire en 1841.
Il devient vice-bibliothécaire communal en 1842, et se met à l'écriture de Biografie dei capitani venturieri dell Umbria (1842-1846). En 1844 il épouse Filomena Ferretti, née en 1820, qui ne lui donnera pas de fils. Suppléant de Vermiglioli à la chaire d'archéologie en 1846, il en devient le titulaire en 1848. Puis il adhère à la Carboneria et à la Giovine Italia de Giuseppe Mazzini.
En février 1849, élu secrétaire de l'Assemblée constituée de la République romaine, il participe à la rédaction de la Constitution. Émigré à Florence puis à Turin en 1850, il est en 1858 assistant du Museo di antichità et obtient, en 1860, la chaire de professeur d'archéologie à l'université de Turin. L'Académie des sciences l'accueille. S'orientant vers le « social », il organise une « mutuelle » pour l'assistance des exilés nécessiteux (subventions, centre de réunion et d'échanges culturels, cantine, bibliothèque, service médical).
En 1863, affiliation à la loge maçonnique « Dante Alighieri » dont il devient Vénérable Maître. Il devient membre du Conseil suprême en 1875, il représente le lien entre la première génération maçonnique et la nouvelle, participant à la réforme de la franc-maçonnerie de l'Ombrie.
Nouvelle période d'écriture : 1866, Analogia delle antiche lingue italiche con la greca, la latina e coi dialetti viventi, et de 1867 à 1880, Corpus inscriptionum italicarum antiquioris aevi, premier Corpus Inscriptionarum des langues d'Italie. D'assistant, il devient directeur du Museo di Antichità en 1873. Il entre en 1876 à l'Accademia dei Lincei.
Deuxième épisode politique comme député de 1876 à 1880. 1878, nouvel ouvrage : Mosaico di Acqui, puis, alternant avec la rédaction de Gli scavi di Caru en 1879, Regio museo di Torino, ordinato e descritto en 1882, Necropoli della Cascinetta en 1885, Documenti di storia perugina et Cronache della città di Perugia de 1887 à 1894, il est de 1878 à 1894 directeur du Museo Egizio, de 1880 à 83 directeur de l'École supérieure de la faculté des lettres et de philosophie de l'université, directeur du Musée d'Antiquité, en 1883-1886 président de l'Académie des sciences, de 1886 à 1891 vice-président, de 1882 à 1888 et de 1891 à 1894 fondateur et président de la Société d'archéologie.
Il fonde en 1883 la Société pour la crémation et en est président jusqu'en 1894, incinération légalisée en 1963 par le Pape Jean XXIII. Le centre d'études Ariodante Fabretti, par ses recherches et consultants scientifiques, vise à devenir un point de référence pour tous ceux se consacrant aux sujets relatifs à la mort, et à l'histoire de la  crémation dans le monde.
En 1886 il est le président du Congrès international des Américanistes qui « a pour objet de contribuer au progrès des études ethnographiques linguistiques et historiques relatives aux deux Amériques, spécialement pour les temps antérieurs à Christophe Colomb, et de mettre en rapport les personnes qui s'intéressent à ces études ».
De nouveau en politique, il est conseiller municipal de Turin en 1887 et sénateur du Royaume en 1889. Puis membre, associé, correspondant de l'Académie des inscriptions et belles-lettres de France, et de 1892 à sa mort, directeur de la classe des sciences morales de l'Académie des sciences. Il meurt le 15 septembre 1894, est incinéré, ses cendres envoyées à Pérouse, sa ville natale où une rue porte son nom — comme à Monteu da Po, Rieti et Rome — à qui il lègue sa bibliothèque de 4500 volumes.

## Publications
- Ariodante Fabretti, Francesco Rossi, Ridolfo Vittorio Lanzone, Catalogo del Museo Egizio di Torino - 2 vol.
- Corpus Inscriptionum Italicarum antiquioris aevi, 1862, supplément  de 1872-1878

## Distinctions
- Chevalier de la Légion d'honneur

## Sources
- WebEncyclo et Yahoo! Encyclopédie
- Thais, Musei Online, Archeoprovincia, Associazione internazionale di Archeologia Classica, Centro Studi e Museo di Arte Preistorica, Etruscan Philology Online
- ENIT Ente Nazionale italiano per il Turismo, In Italy Online, Italia Viaggiare in Italia, ItalianVisits, ItalyCyberGuide, Le Regioni d'Italia, Comuni d'Italia, Umbria 2000 turismo, Argoweb et Italy Perugia guides, Archivio di Stato di Torino, Comune Torino, Turismo Torino